# Francesco Talenti
Francesco Talenti (* um 1300; † 1369 in Florenz) war ein Bildhauer und Architekt der italienischen Spätgotik.

## Leben und Wirken
Über sein Leben ist wenig bekannt. 1325 war er an dem Bau des Doms von Orvieto beteiligt. 1351 folgte er Andrea Pisano als leitender Architekt des Domes Santa Maria del Fiore, an dem seit 1296 gebaut wurde. Er erweiterte die Abmessungen des Bauwerkes, indem er die großen Apsiden neuentwarf und die Länge des Langhauses erhöhte. Mit diesen Maßnahmen machte er den Florentiner Dom bis heute zu einer der größten Kirchenbauten. Er vollendete 1359 auch den von Giotto entworfenen Glockenturm.